# Stachelschichtpilze
Die Stachelschichtpilze (Echinodontium) sind eine Pilzgattung, die zur Familie der Stachelschichtpilzverwandten (Echinodontiaceae) gehört. Die Weißfäulepilze haben mehr oder weniger muschel- bis konsolenförmige Fruchtkörper und ein hydnoides (stacheliges) Hymenophor. Das Hyphensystem ist dimitisch und die amyloiden Basidiosporen sind stachelig bis rau-warzig ornamentiert. Die Typusart der Gattung ist Echinodontium tinctorium. Die meisten Arten kommen in Nordamerika und Ostasien vor, mit Echinodontium ryvardenii hat die Gattung aber auch einen europäischen Vertreter. Der Pilz wurde auf Sardinien auf den Stämmen des Phönizischen Wacholders wachsend gefunden.

## Merkmale
Die ausdauernden, huf- bis muschelförmigen Fruchtkörper sind relativ fest am Substrat angewachsen. Das Fleisch (Kontext) ist holzig bis ledrig und ziegelrot, oliv oder cremegelb gefärbt. Das Hymenophor ist deutlich gezähnt und das Hyphensystem dimitisch. Die generativen Hyphen sind knotig, die sekundären Septen sind einfach septiert. Typisch sind die dickwandigen, dunkelroten bis hyalinen, sowie keulig bis spindeligen Zystiden, deren oberer Teil stark mit Kristallen inkrustiert ist. Die keuligen Basidien tragen vier Sterigmen. Die 5–8 µm langen Sporen sind hyalin und in Melzers Reagenz stark amyloid. Sie sind ziemlich dickwandig, kugelig bis ellipsoid und glatt bis stachelig ornamentiert.

## Ökologie und Verbreitung
Die Vertreter der Gattung sind Weißfäuleplize, die im befallenen Holz eine Kernfäule hervorrufen. Ihr Vorkommen ist weitgehend auf Ostasien und Nordamerika beschränkt. E. ballouii wächst auf der Weißen Scheinzypresse und wurde bisher nur in New Jersey gesammelt und seit 1906 nicht mehr nachgewiesen. E. japonicum wächst auf verschiedenen Eichenarten z. B. auf der Japanischen Blau-Eiche (Quercus glauca) und kommt in Japan vor. Eine weitere rein japanische Art ist E. tsugicola. Der Pilz wächst auf verschiedenen Hemlocktannen-Arten und der Momi-Tanne. Am weitesten verbreitet und am häufigsten ist E. tinctorium, die Typusart der Gattung. Die Art wächst auf Nadelbäumen, meist auf echten Tannen und Hemlocktannen. Das Verbreitungsgebiet erstreckt sich von Mexiko über den Westen Nordamerikas bis nach Alaska. Die einzige europäische Art der Gattung ist Echinodontium ryvardenii. Es handelt sich dabei vermutlich um eine Reliktart, die bisher nur auf Sardinien gefunden wurde. Der Pilz wächst auf den Stämmen des Phönizischen Wacholders.

## Systematik
Etymologie: Der Gattungsname leitet sich von den beiden altgriechischen Wörtern „ἐχῖνος“ (echinos = Igel oder Seeigel) und „ὀδούς“ (odous, Genetiv odontos = Zahn) ab und bezieht sich auf die mit 20–30 µm langen Stacheln besetzten Zähne der Typusart.
Die Gattung wurde 1900 durch J. Ellis und B. Everhart als vorerst monotypische Gattung mit der Typusart Echinodontium tinctorium erstellt. 1935 stellte R. Imazek zwei japanische Arten in die Gattung, bevor H.L. Gross 1964 mit E. ballouii, E. sulcatum und E. taxodii drei weitere Arten in die Gattung stellte. Die beiden letztgenannten Arten haben mehr oder weniger resupinate Fruchtkörper und ein glattes Hymenium sowie ein trimitisches Hyphensystem. Aufgrund dieser Merkmale glaubte W. Jülich nicht, dass diese beiden Arten mit den anderen Arten in einer Gattung vereint werden sollten und schuf 1981 für sie die neue Gattung Laurilia. M. Tabata und seine Mitautoren zeigten, dass E. taxodii (syn.L. taxodii) nicht mit den anderen Echinodontium-Arten verwandt ist. Eine Blastanalyse in der GenBank-Datenbank zeigt, dass die Art nahe mit Phlebia acerina, Phlebia rufa und Phlebia radiata verwandt ist und somit nicht zur russuloiden Abstammungsgemeinschaft gehört. Laurilia sulcata hingegen bildet mit den übrigen Arten der Gattung Echinodontium ein Monophylum und einige Mykologen plädieren dafür beide Gattungen wieder zu vereinen.
Auch die Einordnung der Gattung in eine Familie ist nach wie vor umstritten. E. und Larsson fanden, dass Echinodontium und Laurilia zusammen mit Bondarzewia und Heterobasidion eine Abstammungsgemeinschaft bilden und plädierten dafür, die Gattung in die Familie der Bondarzewiaceae zu stellen. S. Miller und seine Mitautoren hingegen errechneten einen Stammbaum, in dem Echinodontium, Laurilia und Heterobasidion einen gemeinsamen Ast bilden. Bondarzewia hingegen bildet in ihrem Stammbaum eine eigene, unabhängige Abstammungslinie. Andere Mykologen wiederum fanden, dass Echinodontium und Amylostereum nahe verwandte Schwestergattungen sind, die beiden weder mit Heterobasidion, noch mit Bondarzewia verwandt sind.

## Arten
Je nach Auffassung umfasst die Gattung weltweit fünf bis sechs Arten. In Europa findet man nur die sehr seltene Art Echinodontium ryvardenii, die bisher nur auf Sardinien nachgewiesen wurde.
| Wissenschaftlicher Name  | Autor                                |
| ------------------------ | ------------------------------------ |
| Echinodontium ballouii   | (Banker) H.L. Gross 1964             |
| Echinodontium japonicum  | Imazeki 1935                         |
| Echinodontium ryvardenii | Bernicchia & Piga 1998               |
| Echinodontium tinctorium | (Ellis & Everh.) Ellis & Everh. 1900 |
| Echinodontium tsugicola  | (Henn. & Shirai) Imazeki 1935        |